# Nemoria purifimbria
Nemoria purifimbria är en fjärilsart som beskrevs av Louis Beethoven Prout 1932. Nemoria purifimbria ingår i släktet Nemoria och familjen mätare. Inga underarter finns listade i Catalogue of Life.